# علامت سؤال
علامت سؤال، نشانهٔ پرسش یا علامت استفهام («؟»؛ برای زبان‌های چپ به راست: «?») یک علامت (نشانه) در نشانه‌گذاری در زبان و متن است که هنگام پایان جملهٔ پرسشی می‌آید.

## تاریخچه
روند احتمالیِ به‌وجود آمدن علامت سؤال در تصاویر نشان داده شده‌است.

یکی از ریشه‌یابی‌های ممکن برای علامت سؤال از لاتین

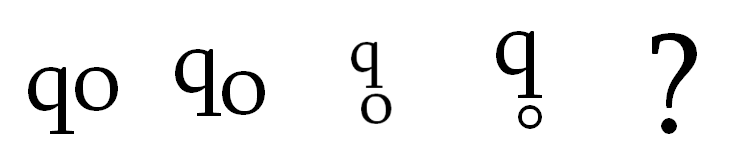
یک دیاگرام که روند تکامل علامت سؤال را از ریشهٔ لاتین نشان می‌دهد.

## در زبان‌های دیگر

علامت سؤالِ برعکس برای شروع جمله‌های پرسشی در بعضی زبان‌ها

در بعضی زبان‌ها، مانند زبان اسپانیایی، گالیکان و لئونس، دو بار علامت سؤال، یکی برای اول جمله و دیگری برای پایان جمله، به‌کار می‌رود که اولی علامت سؤال برعکس است؛ مثلاً ‎"¿Qué hora es?"‎ (ساعت چند است؟). در زبان یونانی از نقطه ویرگول به‌عنوان علامت سؤال استفاده می‌شود.
در دیگر زبان‌های جهان (به‌جز زبان‌های راست به چپ، مانند عبری و عربی) علامت سؤال برعکسِ علامت سؤال در فارسی، یعنی «؟» و به صورتِ «?» است.